# David Francis Battye Le Breton
David Francis Battye Le Breton CBE (* 2. März 1931 in London) ist ein britischer Diplomat.

## Leben
Als Berater und Leiter der Kanzlei (englisch Counsellor and Head of Chancery) in Nairobi war David Francis Battye Le Breton ab 1978 bis 1981 tätig. Als britischer Hochkommissar war David Francis Battye Le Breton 1981 von der Regierung Thatcher in das westafrikanische Gambia entsandt worden, er löste Eric N. Smith ab. Seine Amtszeit in Gambia endete 1984, sein Nachfolger wurde John Donald Garner.
Leiter der Koordinierungsabteilung des Commonwealth im Außen- und Commonwealth-Büro (englisch Head Commonwealth Co-ordination Department, Foreign and Commonwealth Office) war er anschließend ab 1984 bis 1986 eingesetzt. Anschließend Leiter der Abteilung Nationalität und Vertrag (englisch Head Nationality and Treaty Department) ab 1986 bis 1987. Später war er Finanzberater bei Allied Dunbar Assurance PLC.

## Familie
David Francis Battye Le Breton ist der Sohn von F. H. Le Breton, MC, und Elisabeth, (Peter), Le Breton (geborene Trevor-Battye). Er heiratete 1961 Married Patricia June Byrne.

## Auszeichnungen und Ehrungen
- 1978: Commander of the Order of the British Empire (CBE)[1]